# University of Santo Tomas Singers
El University of Santo Tomas Singers o UST Singers es el primer conjunto coral mixto de la universidad más antigua de Asia, la Universidad de Santo Tomás situada en Manila, Filipinas. 
Fue fundado en 1992 por el profesor y director Fidel Gener Calalang Jr. y está compuesto por estudiantes y exalumnos de las diferentes facultades de la universidad.

## Premios
El University of Santo Tomas Singers fue nombrado "Coro del Mundo" durante el concurso mantenido el 9 de julio de 2019 por Llangollen.tv del Llangollen International Musical Eisteddfod en Gales, Reino Unido. Ostenta el récord de haber sido el único coro en ganar este importante trofeo dos veces, el primero en 1995 y haber quedado en segundo lugar en 2010.
A lo largo de su historia ha recibido muchos otros premios como el del Certamen Internacional de Habaneras y Polifonía de Torrevieja, Comunidad Valenciana, España.
Su trabajo más reciente, para la celebración de la Resurrección del Señor, University of Santo Tomas Singers ha presentado en 2021 su nuevo álbum, Illuminare, disponible en Spotify y todas las principales plataformas de streaming.

## Discografía
Orden de CD por j.b.music Tonstudio & Produzent.
| Año  | Título                                                          |
| ---- | --------------------------------------------------------------- |
| 1998 | UST Singers 1998                                                |
| 1999 | UST Singers 1999                                                |
| 2000 | UST Singers 2000                                                |
| 2002 | UST Singers 2002 (2 CD)                                         |
| 2003 | In Concert (Live)                                               |
| 2004 | Celebrate                                                       |
| 2005 | Journey On! (best of...) (2 CD)                                 |
| 2005 | New York LIVE                                                   |
| 2008 | American Encore                                                 |
| 2009 | Farewell Concert (Live)                                         |
| 2010 | Then Sings My Soul                                              |
| 2014 | The University of Santo Tomas Singers (Live): Through the Years |